# Теорема Поста
Теорема По́ста — теорема теории вычислимости о рекурсивно перечислимых множествах.

## Формулировка теоремы
Если множество {\displaystyle M} и его дополнение {\displaystyle {\overline {M}}} в множестве натуральных чисел ℕ рекурсивно перечислимы, то множества {\displaystyle M} и {\displaystyle {\overline {M}}} разрешимы.

## Доказательство
Необходимость. Можно считать, что {\displaystyle M\neq \varnothing }. Значит существует {\displaystyle a\in M} и {\displaystyle b\not \in M}. Так как {\displaystyle M} разрешимо, то его характеристическая функция {\displaystyle \chi _{M}(x)} вычислима. Рассмотрим функцию {\displaystyle f(x)}:
{\displaystyle f(x)={\begin{cases}x,{\text{ if }}\chi _{M}(x)=1\\a,{\text{ if }}\chi _{M}(x)=0\end{cases}}}
Тогда {\displaystyle M=\{f(0),f(1),....\}} — является множеством значений {\displaystyle f(x)}, значит {\displaystyle M} рекурсивно перечислимо. Аналогично, рассмотрим функцию {\displaystyle g(x)}:
{\displaystyle g(x)={\begin{cases}x,{\text{ if }}\chi _{M}(x)=0\\b,{\text{ if }}\chi _{M}(x)=1\end{cases}}}
Тогда {\displaystyle {\overline {M}}=\{g(0),g(1),....\}} — является множеством значений {\displaystyle g(x)}, значит {\displaystyle {\overline {M}}} рекурсивно перечислимо.
Достаточность. Пусть {\displaystyle M} и {\displaystyle {\overline {M}}} рекурсивно перечислимы. Это означает, что существуют рекурсивные функции {\displaystyle f(x),g(x)} множества значений которых есть {\displaystyle M,{\overline {M}}} соответственно. Рассмотрим следующий алгоритм. Будем вычислять последовательно {\displaystyle f(0),g(0),f(1),g(1),....}. Поскольку любое натуральное {\displaystyle x\in M}, либо {\displaystyle x\not \in M}, то в процессе вычисления на каком-то шаге в первом случае обнаружится такое {\displaystyle k}, что {\displaystyle f(k)=x}, а во втором случае — {\displaystyle g(k)=x}. В первом случае {\displaystyle \chi _{M}(x)=1}, а во втором — {\displaystyle \chi _{M}(x)=0}. Значит {\displaystyle \chi _{M}(x)} вычислима, значит {\displaystyle M} разрешимо.

## Следствие
Если {\displaystyle M} рекурсивно перечислимое, но не разрешимое множество, {\displaystyle {\overline {M}}} — не рекурсивно перечислимое множество.